# Packard V-1650
El Packard V-1650 es un motor aeronáutico de pistones, enfriado por líquido, de 27 litros y 12 cilindros en V a 60°, variante del Rolls-Royce Merlin producido bajo licencia (en Estados Unidos) por Packard Motor Car Company.

## Diseño y desarrollo
En junio de 1940, Henry Ford ofreció fabricar 1000 aviones por día si el Gobierno dejaba que lo hiciera a su manera, y durante una discusión con el Secretario del Tesoro Henry Morgenthau Jr. sobre lo que la empresa Ford podría producir, el hijo de Ford, Edsel, firmó un acuerdo provisorio para construir 6.000 motores Rolls-Royce enfriados por líquido para Gran Bretaña y 3.000 para Estados Unidos. Sin embargo, a inicios de julio Henry Ford declaró que los motores se fabricarían sólo para el gobierno de Estados Unidos, no para Gran Bretaña, y todo el trato fue cancelado. Posteriormente, los miembros de la Comisión de Asesoramiento para la Defensa comenzaron a negociar con otros fabricantes en un esfuerzo para colocar un pedido de Rolls-Royce por $130.000.000, y Packard Motor Car Company fue finalmente seleccionada por la casa matriz británica, la cual había quedado impresionada por su ingeniería de alta calidad. El acuerdo fue firmado en septiembre de 1940, y el primer motor fabricado por Packard, designado V-1650-1, arrancó en agosto de 1941.

### Orígenes
Al estallar la Segunda Guerra Mundial, la industria de la aviación británica se expandió enormemente. Había una gran necesidad del motor Rolls-Royce Merlin y se estaban estableciendo fábricas alternativas en Crewe, Manchester y Glasgow. Esto no fue suficiente para satisfacer la creciente demanda del gobierno británico que busca expandir la producción utilizando fabricantes estadounidenses. Se llegó a un acuerdo entre Rolls-Royce y Packard Motor Car Company en septiembre de 1940 para fabricar el Merlin bajo licencia, con un pedido de 130 millones de dólares. El primer motor fabricado por Packard, designado V-1650-1, entró en funcionamiento en agosto de 1941.
El primer modelo estadounidense fue una versión del Mark XX, designado V-1650-1 por el Ejército estadounidense y Packard Merlin 28 por los británicos. Este motor utilizaba un sobrealimentador de una sola etapa y dos velocidades, cuyo mecanismo de cambio de marchas provenía originalmente de una licencia de patente francesa de Farman. El Merlin 28 se utilizó para el bombardero Avro Lancaster. La versión USAAF V-1650-1 de este motor se utilizó en los Curtiss P-40F. Las modificaciones iniciales de Packard a este motor cambiaron los cojinetes principales del cigüeñal de una aleación de cobre y plomo a una combinación de plata y plomo e incluyeron un revestimiento de indio. Esto había sido desarrollado por la División Pontiac de General Motors para prevenir la corrosión, lo cual era posible con los aceites lubricantes que se usaban en ese momento. El revestimiento del rodamiento también mejoró la capacidad de rodaje y de carga de la superficie.
En respuesta a una solicitud del Ministerio del Aire británico de un Merlin de gran altitud para el bombardero de gran altura presurizado Wellington VI, un equipo Rolls-Royce bajo la dirección de Stanley Hooker desarrolló un Merlin con sobrealimentación de dos etapas, que se convirtió en el Merlin 60. El primer motor de la serie 60 funcionó en marzo de 1941 y voló por primera vez en julio del mismo año. Como solo se produjeron 63 ejemplares del Wellington VI fue cancelado, y estos motores se introdujeron en el Spitfire IX como Merlin 61. 
Este modelo fue producido más tarde por Packard como el V-1650-3 y se conoció como el Merlin de «gran altitud», siendo destinado al Mustang P-51. La primera conversión del Mustang al motor Merlin fue el Mustang X, que voló en octubre de 1942 con un Merlin 61 de dos etapas. El Mustang P-51B (Mustang III) con motor V-1650-3 de producción estadounidense entró en servicio en 1943. La sección de sobrealimentador de dos etapas y dos velocidades de los Merlin de dos etapas y el V-1650-3 presentaba dos inyectores separados en el mismo eje que normalmente se conducía a través de un tren de engranajes en una relación de 6,4:1. Una configuración de cambio de engranaje hidráulico de embragues operados con aceite se podría conectar mediante un solenoide eléctrico para aumentar esta relación a 8,1:1 en la posición de soplador (inyector) de alta velocidad.
La relación de transmisión de alta velocidad de los impulsores no era tan alta como la relación utilizada en el Allison, pero la velocidad del impulsor no es el único factor que determina el rendimiento del motor, que también es una función del tamaño y el paso de las palas del impulsor. El sobrealimentador (inyector) accionado por engranajes es un accesorio parásito; por lo tanto, los engranajes del impulsor y los perfiles de las palas están cuidadosamente diseñados para obtener la máxima potencia en altitud sin comprometer la potencia disponible en la etapa crítica de despegue del vuelo. La doble etapa de la mezcla de aire/combustible comprimido proporcionó la presión de inyección a través de un difusor a los colectores de admisión que aumentó la altitud crítica de la planta de energía.
La capacidad del supercargador (inyector) para mantener una atmósfera a nivel del mar en el sistema de inyección de los cilindros de la mezcla combustible/aire durante el proceso de compresión permitió al Packard V-1650 Merlin desarrollar más de 950 kW (1270 HP) por encima de los 9100 m. Para evitar la detonación de la carga (mezcla) comprimida, era necesario enfriar la mezcla antes de que entrara en los cilindros. El enfriamiento se logró haciéndola pasar por un intercambiador de calor (intercooler) fundido en la carcasa de la caja de la rueda entre el impulsor de la primera y la segunda etapa.
Se hizo circular refrigerante a base de etilenglicol mediante una bomba a través de este paso para eliminar el exceso de calor generado por los inyectores. Sin el intercambiador de calor, la temperatura de la carga podría llegar hasta a 204 °C. El intercambiador de calor por sí solo no era adecuado para lidiar con la alta temperatura y se colocó una aleta de enfriamiento adicional y un núcleo de tubo entre la salida del soplador (inyector) y el colector de admisión de los cilindros. Este radiador se conocía como postenfriador y servía como depósito para el sistema de enfriamiento del sobrealimentador. La mezcla de etilenglicol utilizada para el enfriamiento era independiente del sistema de enfriamiento del motor principal y usaba una bomba centrífuga impulsada por el motor para hacer circular el refrigerante a través de un sistema de radiador de avión a una velocidad máxima de 136 litros por minuto dependiendo de las rpm del motor. Este sistema combinado redujo la temperatura de carga a niveles adecuados.
Las válvulas del acelerador en la garganta del carburador de corriente ascendente se controlaron mediante un control de impulso automático a través del enlace del acelerador para mantener la presión del colector seleccionada con los cambios de altitud. Las válvulas se abrían solo parcialmente durante el funcionamiento en tierra y a bajo nivel para evitar el sobreimpulso del motor. A medida que la densidad del aire disminuía con el aumento de la altitud, las válvulas de mariposa se abrían progresivamente en respuesta a la reducción de la presión atmosférica. Este sistema proporcionó toda la potencia dentro de las limitaciones de impulso del motor hasta la altitud crítica 7900 m.

## Aplicaciones
- Avro Lancaster B.III / B.X
- Bell XP-63
- Curtiss P-40F / L Kittyhawk
- Curtiss P-60
- De Havilland DH.98 Mosquito B.VII / B.25
- Hawker Hurricane Mk.X, XI, XII
- North American P-51 D Mustang
- North American F-82 Twin Mustang
- Supermarine Spitfire Mk.XVI